# Santa Teresa (Cusco)
Santa Teresa, fundada como Santa Teresa de Huadquiña, es una localidad peruana, capital del distrito homónimo ubicado en la provincia de La Convención, en el departamento del Cuzco.

## Historia
Fue creado en el centenario de la provincia de la Convención por Ley N.º 12849 del 11 de octubre de 1957 durante el Gobierno de Manuel Prado Ugarteche, estableciéndose su Capital en la ex – hacienda Huadquiña, actualmente reubicado en Pacpapata o Santa Teresa “la Nueva”

## Geografía
Se encuentra ubicada geográficamente en la parte Suroeste de la Capital de la provincia de la Convención – Región Cusco, a 260 km, de la ciudad del Cusco, entre las coordenadas geográficas 13°8′30″ y longitud oeste 72°36′15″ del meridiano de Greenwich respectivamente. Santa Teresa se encuentra entre las cuencas de los ríos Saqsara, Salkantay y Vilcanota en el cerro Chilkapata.

## Clima
Su clima es templado-cálido. Se pueden distinguir 2 estaciones bien definidas por la presencia de lluvias, desde noviembre hasta marzo es la temporada de lluvias; y el resto del año es la temporada seca.

## Demografía
Santa Teresa cuenta con una población de 1455 personas según el censo peruano de 2017.

## Turismo
Santa Teresa es un punto de conexión hacia diversos atractivos turísticos de la Región Cusco, desde Santa Teresa se puede llegar hacia la ciudad inca de Choquequirao, también es una ruta de acceso hacia el Santuario Histórico de Machu Picchu. 
Un atractivo propio de la localidad son los baños termales de Cocalmayo, balneario natural que se ha acondicionado aprovechando la afloración de aguas termales en las faldas de la montaña del mismo nombre y a orillas del río Vilcanota.
En Santa Teresa también se puede realizar turismo de aventura, existen agencias locales de turismo que ofrecen el servicio de Tirolesa.